# Scandalul (roman)
Scandalul (în suedeză Björnstad) este un roman al scriitorului suedez Fredrik Backman publicat de editura Piratförlaget în 2016. Romanul, care are ca temă hocheiul pe gheață, are o continuare - Noi contra voastră.
În limba română Scandalul a fost tradus din limba suedeză de Andreea Caleman și a apărut în septembrie 2021 la Editura Art în colecția Musai.

## Adaptări
A fost adaptat în 2021 ca un serial TV omonim de către HBO Nordic.